# アンカム教区
アンカム(Encamp カタルーニャ語発音: [əŋˈkam] 地元方言発音:[aŋˈkam])教区は、アンドーラ公国の教区の一つである。
座標: 北緯42度32分10秒 東経1度34分58秒 / 北緯42.53611度 東経1.58278度